# Ond (keresztnév)
Az Ond régi magyar férfinév, az ón vagy az ó (régi) szó kicsinyítőképzős származéka, így a jelentése ónocska vagy kis öreg (ez utóbbi a valószínűbb). Török szóból való származása vitatott.

## Gyakorisága
Az 1990-es években szórványos név, a 2000-es években nem szerepel a 100 leggyakoribb férfinév között.

## Névnapok
- július 17.[2]

## Híres Ondok
- Ond: a honfoglaló magyar hét vezér egyike